# Правая Хуттыяха
Правая Хуттыяха — река в России, протекает по территории Ямало-Ненецкого автономного округа, Красноярского края. Устье реки находится в 67 км по правому берегу реки Хуттыяха. Длина реки составляет 78 км.

## Данные водного реестра
По данным государственного водного реестра России относится к Нижнеобскому бассейновому округу, водохозяйственный участок реки — Таз. Речной бассейн реки — Таз.
Код объекта в государственном водном реестре — 15050000112115300070271.